# Wisła (rivier)
De Wisła (IPA: ˈvʲiswa, luisterenⓘ; Nederlands, weinig gebruikelijk: Wijssel of Wijsel, tot lang na de Tweede Wereldoorlog was de Duitse naam Weichsel ook de gebruikelijke naam in het Nederlands; Latijn en Engels: Vistula) is de grootste rivier van Polen.
De rivier ontspringt in de Beskiden, een gebergte dat deel uitmaakt van de Karpaten. Gevoed door twee bronrivieren, de Biała Wisełka en de Czarna Wisełka (resp. de Witte en de Zwarte Kleine Wisła), mondt de rivier na 1070 km via het Wisłahaf (Zalew Wiślany, Duits: Frisches Haff) uit in de Oostzee.
Belangrijke steden aan de Wisła zijn Krakau, Warschau en Toruń. Ten zuiden van Malbork splitst de rivier zich in een oostelijke tak, de Nogat, die naar het Wislahaf stroomt, en een westelijke tak, de Dode Wisła (Martwa Wisła), die via Gdańsk loopt.
De rivier is over vrijwel de gehele lengte bevaarbaar, maar alleen voor boten met weinig diepgang. Vooral in de buurt van Warschau is de rivier meestal te ondiep om te bevaren. Daardoor is er ook geen commerciële scheepvaart meer mogelijk, in tegenstelling tot bijvoorbeeld de Oder. Belangrijke zijrivieren zijn de
San en de Narew (die ook het water van de Bug aanvoert).
- Biblioteca Nacional de España: XX458732
- Gemeinsame Normdatei: 4079105-1
- Library of Congress Control Number: sh85143914
- Nationale Bibliotheek van Letland: 000291366
- Nationale Bibliotheek van Tsjechië: ge160068
- Nationale Bibliotheek van Israël: 987007543805805171
- Virtual International Authority File: 221145542494996641603